# Вторая Ржевско-Сычёвская операция
Рже́вско-Сычёвская наступа́тельная опера́ция или Операция «Марс» — военная операция войск Калининского (командующий — генерал-полковник М. А. Пуркаев) и Западного (командующий — генерал-полковник И. С. Конев) фронтов, проводившаяся 25 ноября — 20 декабря 1942 года с целью разгрома немецкой 9-й армии (командующий — генерал-полковник В. Модель) группы армий «Центр», оборонявшейся в Ржевско-Вяземском выступе. Руководил операцией генерал армии Г. К. Жуков.
Ввиду неблагоприятного для Красной Армии исхода операции в советское время она замалчивалась, а в постсоветское время практически все её аспекты (цели сторон, численность и потери войск обеих сторон, оценка исхода операции и её влияние на дальнейший ход боевых действий) стали предметом дискуссий и ожесточенных споров; сколько-нибудь значимого консенсуса относительно проблем исследования данной операции в исторической науке не сложилось. Нет даже единой точки зрения на то, является ли вторая Ржевско-Вяземская операция стратегической или фронтовой.

## Планы сторон
К ноябрю 1942 г. на западном направлении советско-германского фронта, в полосе шириной 1050 км, от Холма до Болхова, находилось 30 % имевшихся в Красной армии стрелковых, кавалерийских, танковых и механизированных соединений. Со стороны врага здесь были развернуты свыше 26 % пехотных и 42 % танковых дивизий. В соответствии с замыслом предстоявшей кампании, сформулированном А. Гитлером 14 октября в оперативном приказе № 1, от немецких войск требовалось «во что бы то ни стало удерживать достигнутые рубежи от всякой попытки противника прорвать их». При этом основные усилия в обороне планировалось сосредоточить в полосе группы армий «Центр». По мнению Генерального штаба сухопутных войск вермахта, именно против неё следовало ожидать главный удар Красной армии. Поэтому на ржевско-вяземском выступе были заранее подготовлены хорошо развитые в инженерном отношении рубежи, глубина эшелонирования которых достигала 80—100 км.
Что касается руководства СССР, то оно видело общую военно-политическую цель предстоявшей кампании в том, чтобы перехватить стратегическую инициативу в вооруженной борьбе и тем самым добиться перелома в войне. На первом этапе планировалось разгромить врага в районе Сталинграда, после чего, нанеся удар на Ростов, выйти в тыл его северокавказской группировки и предотвратить её отход в Донбасс. Одновременно намечалось развернуть наступление в районе Верхнего Дона с последующим его развитием на Курск, Брянск и Харьков. На западном направлении, в свою очередь, предстояло провести наступательную операцию, получившую кодовое наименование «Марс».
Замысел советской операции «Марс» возник в конце сентября 1942 года как продолжение первой Ржевско-Сычевской операции (30 июля—30 сентября) и состоял в том, чтобы разгромить 9-ю немецкую армию, составлявшую основу группы армий «Центр», в районе Ржев, Сычёвка, Оленино, Белый. Этого планировалось достигнуть путём нескольких одновременных прорывов на тех участках фронта, где до того не проводилось крупных наступлений: между реками Осуга и Гжать — силами 20-й армии, в районе Молодого Туда — силами 39-й армии, в долине реки Лучеса — силами 22-й армии, южнее города Белый — силами 41-й армии. На последних трёх участках плотность немецкой обороны была 20—40 км на пехотную дивизию, что делало её достаточно легко преодолимой. На участке 20-й армии оборона была гораздо плотнее — 2 дивизии (в том числе 1 танковая) на фронте в 15 км. В случае успеха первого этапа к операции должны были подключиться 5-я и 33-я армии (им противостояла 3-я танковая армия немцев) в направлении на Гжатск, Вязьму.
Впоследствии, уже после неудачи первого этапа, директива Ставки Верховного Главнокомандования командующим войсками Западного и Калининского фронтов № 170700 от 8 декабря 1942 года поставила следующие задачи на развитие наступления:

В дальнейшем иметь в виду: после перегруппировки войск Калининского и Западного фронтов разгромить к концу января месяца 1943 года гжатско-вяземско-холм-жирковскую группировку противника и выйти на наш старый оборонительный рубеж. С занятием войсками Вязьмы и выходом на прошлогодний оборонительный рубеж западнее Ржев — Вязьма операцию считать законченной и войска перевести на зимние квартиры
То есть предполагался выход к рубежу, на котором в сентябре 1941 года в тылу Западного фронта стояли армии Резервного фронта.
Одновременно на правом крыле Калининского фронта готовилась ещё одна операция — наступление 3-й ударной армии на Великие Луки и Невель с целью перерезать в районе Новосокольники железную дорогу Ленинград — Витебск (см. Великолукская операция).
По утверждению П. А. Судоплатова, информация об операции была частично раскрыта руководству вермахта в рамках стратегической радиоигры «Монастырь» с целью отвлечения значительных сил от Сталинграда, где в тот же период времени началась операция по окружению 6-й армии генерала Ф. Паулюса).

4 ноября 1942 года «Гейне»-«Макс» сообщил, что Красная Армия нанесёт немцам удар 15 ноября не под Сталинградом, а на Северном Кавказе и под Ржевом. Немцы ждали удара под Ржевом и отразили его. Зато окружение группировки Паулюса под Сталинградом явилось для них полной неожиданностью. Не подозревавший об этой радиоигре Жуков заплатил дорогую цену — в наступлении под Ржевом полегли тысячи и тысячи наших солдат, находившихся под его командованием. В своих мемуарах он признаёт, что исход этой наступательной операции был неудовлетворительным. Но он так никогда и не узнал, что немцы были предупреждены о нашем наступлении на ржевском направлении, поэтому бросили туда такое количество войск.
— Судоплатов П. А. Спецоперации. Лубянка и Кремль. 1930—1950 годы.
Однако, как показал историк В. Мейер, агент «Макс» — это бывший белогвардеец Лонгин Ира. Его донесения в Абвер были вымышлены и написаны по открытым источникам (в основном, газетам). Военный историк Алексей Исаев называет заявление Судоплатова «легкомысленным» и не имеющим под собой серьёзной основы. Он указывает, что Судоплатов ошибочно ссылается на двойного агента с псевдонимом «Макс», который в реальности имел псевдоним «Фламинго», его донесения за ноябрь 1942 г. сохранились и среди них нет сообщения о планах советского наступления в районе Ржевского выступа.

### Советский план «Юпитер»
Продолжением операции «Марс» должна была стать планировавшаяся советским командованием наступательная операция «Юпитер», в ходе которой планировался, по достижении целей «Марса», разгром центральной части немецкой группы армий «Центр» в районе города Вязьма.
Операция не была проведена из-за того, что операция «Марс», окончившись неудачей, не достигла своих целей, так что до «Юпитера» дело не дошло.

## Силы сторон

### СССР
В ноябре 1942 года силы Калининского и Западного фронтов, а также Московской зоны обороны насчитывали 156 расчётных дивизий — 1,89 млн человек, 24 682 пулемёта и миномёта, 3375 танков и самоходных установок и 1170 самолётов.
Им противостояли почти все войска группы армий «Центр» (кроме пяти дивизий на её крайнем правом фланге), и 2 дивизии группы армий «Север» (93-я и 218-я пехотные дивизии) — всего 72 дивизии (без учёта 9 охранных и учебно-полевых в тылу), из них 10 танковых и 6 моторизованных, в которых насчитывалось около 600 боеготовых танков и 150—200 штурмовых орудий.
Всего два советских фронта задействовали в наступлении семь армий из семнадцати: 20-ю, 22-ю, 29-ю, 30-ю, 31-ю, 39-ю, 41-ю.
На первом этапе операции на направлениях главных ударов участвовали силы, равные по численности 33,5 советских дивизий. Против них в первой линии было 7—8 немецких. Для поддержки первого этапа операции было задействовано четыре подвижных корпуса: 1-й и 3-й механизированные, 6-й танковый и 2-й гвардейский кавалерийский; в дальнейшем должен был присоединиться 5-й танковый корпус (в составе 33-й армии).
5-я и 33-я армии не вели наступательных действий в конце ноября и декабре 1942 года, но ещё 19 ноября они получили директиву штаба Западного фронта на уничтожение гжатской группировки противника. 25 ноября 5-й и 33-й армиям была назначена дата перехода в наступление — 1 декабря. Намеченное наступление этих двух армий не состоялось только вследствие неудачи первого этапа операции.
Одновременно из расчётов исключены войска правого крыла Калининского фронта, участвовавшие в окружении Великих Лук, которые можно рассматривать как проводившие частную операцию в рамках общего наступления Западного и Калининского фронтов.
| - 41-я армия: - 6-й стрелковый корпус: - 150-я стрелковая дивизия: - 469-й стрелковый полк - 674-й стрелковый полк - 756-й стрелковый полк - 328-й лёгкий артиллерийский полк - 418-й гаубичный полк - 74-я стрелковая бригада - 1-й, 2-й, 3-й, 4-й стрелковые батальоны, каждый: - Артиллерийский дивизион (12 76-мм пушек) - Противотанковый дивизион (18 57-мм орудий) - Батальон 120-мм миномётов - Батальон автоматчиков - 82-мм миномётная батарея - 75-я стрелковая бригада - 1-й, 2-й, 3-й, 4-й стрелковые батальоны - Артиллерийский дивизион (12 76-мм пушек) - Противотанковый дивизион (18 57-мм орудий) - Батальон 120-мм миномётов - Батальон автоматчиков - 82-мм миномётная батарея - 78-я стрелковая бригада - 1-й, 2-й, 3-й, 4-й стрелковые батальоны - Артиллерийский дивизион (12 76-мм пушек) - Противотанковый дивизион (18 57-мм орудий) - 120-мм миномётный батальон (209 человек, 12 120-мм миномётов) - Батальон автоматчиков - Сапёрный батальон (сапёры) - Рота противотанковых ружей (36 противотанковых ружей) - 82-мм миномётная батарея - Разведывательная рота - Автотранспортный батальон (50 грузовиков) - 81-я морская стрелковая бригада (организация неизвестна) - 17-я гвардейская стрелковая дивизия: - 45-й гвардейский стрелковый полк - 48-й гвардейский стрелковый полк - 52-й гвардейский стрелковый полк - 26-й гвардейский артиллерийский полк - Гвардейский сапёрный батальон - 93-я стрелковая дивизия: - 51-й стрелковый полк - 129-й стрелковый полк - 266-й стрелковый полк - 100-й лёгкий артиллерийский полк - 128-й гаубичный полк - 144-й противотанковый дивизион - 134-я стрелковая дивизия: - 487-й стрелковый полк - 635-й стрелковый полк - 800-й стрелковый полк - 287-й лёгкий артиллерийский полк - 186-й противотанковый дивизион - 234-я стрелковая дивизия: - 1340-й стрелковый полк - 1342-й стрелковый полк - 1350-й стрелковый полк - 1298-й артиллерийский полк - 98-я разведывательная рота - 262-я стрелковая дивизия - 940-й стрелковый полк - 945-й стрелковый полк - 950-й стрелковый полк - 788-й артиллерийский полк - 684-й батальон связи - 315-й противотанковый дивизион - 428-й сапёрный батальон - 337-я разведывательная рота - 1-й механизированный корпус - 19-я механизированная бригада - 1-й, 2-й, 3-й стрелковые батальоны - 9-й танковый полк - 35-я механизированная бригада - 1-й, 2-й, 3-й стрелковые батальоны - 4-й танковый полк - 37-я механизированная бригада - 1-й, 2-й, 3-й стрелковые батальоны - 3-й танковый полк - 65-я танковая бригада - 219-я танковая бригада - 586-й, 587-й танковые батальоны - 219-й мотострелковый батальон - 57-й мотоциклетный батальон - 47-я механизированная бригада - 3 механизированных батальона - 1 танковый полк - 48-я механизированная бригада - 3 механизированных батальона - 1 танковый полк - 104-я танковая бригада (к 1 декабря) - 301-й танковый батальон - 302-й танковый батальон - 104-й мотострелковый батальон - 154-я танковая бригада (к 1 декабря) - 340-й танковый батальон - 341-й танковый батальон - 154-й мотострелковый батальон - Армейские войска: - 40-й отдельный танковый полк (к 1 декабря) - 229-й отдельный танковый полк (к 1 декабря) - 83-й корпусной артиллерийский полк - 64-й гаубичный артиллерийский полк - 440-й гаубичный артиллерийский полк - 1224-й гаубичный артиллерийский полк - 1098-й пушечный артиллерийский полк - 455-й армейский артиллерийский полк - 75-й истребительно-противотанковый полк - 2324-й истребительно-противотанковый полк - 301-й истребительно-противотанковый полк - 437-й истребительно-противотанковый полк - 483-й истребительно-противотанковый полк - 592-й истребительно-противотанковый полк - 16-й гвардейский миномётный полк - 24-й гвардейский миномётный полк - 34-й гвардейский миномётный полк (за вычетом 123-го батальона) - 38-й отдельный гвардейский миномётный батальон - 109-й отдельный гвардейский миномётный батальон - 545-й отдельный тяжёлый гвардейский миномётный батальон - 546-й отдельный тяжёлый гвардейский миномётный батальон - 547-й отдельный тяжёлый гвардейский миномётный батальон - 548-й отдельный тяжёлый гвардейский миномётный батальон - 549-й отдельный тяжёлый гвардейский миномётный батальон - 550-й отдельный тяжёлый гвардейский миномётный батальон - 551-й отдельный тяжёлый гвардейский миномётный батальон - 552-й отдельный тяжёлый гвардейский миномётный батальон - 553-й отдельный тяжёлый гвардейский миномётный батальон - 554-й отдельный тяжёлый гвардейский миномётный батальон - 225-й зенитно-артиллерийский полк - 717-й зенитно-артиллерийский полк - 490-й отдельный зенитный дивизион - 18-й отдельный сапёрный батальон - 107-й отдельный сапёрный батальон - 110-й отдельный сапёрный батальон - 292-й отдельный сапёрный батальон - 803-й отдельный сапёрный батальон - 737-й отдельный сапёрный батальон - 60-й понтонно-мостовой батальон | - 22-я армия: - 155-я стрелковая дивизия: - 436-й стрелковый полк - 659-й стрелковый полк - 786-й стрелковый полк - 306-й лёгкий артиллерийский полк - 378-й гаубичный полк - 178-й противотанковый дивизион - 188-й зенитный дивизион - 185-я стрелковая дивизия: - 257-й стрелковый полк - 280-й стрелковый полк - 1319-й стрелковый полк - 695-й артиллерийский полк - 238-я стрелковая дивизия: - 830-й стрелковый полк - 837-й стрелковый полк - 843-й стрелковый полк - 693-й лёгкий артиллерийский полк - 362-я стрелковая дивизия: - 1206-й стрелковый полк - 1208-й стрелковый полк - 1210-й стрелковый полк - 936-й артиллерийский полк - 114-я стрелковая бригада: организация неизвестна - 3-й механизированный корпус: - 1-я механизированная бригада - 1-й, 2-й, 3-й стрелковые батальоны - 14-й танковый полк - 3-я механизированная бригада - 1-й, 2-й, 3-й стрелковые батальоны - 16-й танковый полк - 10-я механизированная бригада - 1-й, 2-й, 3-й стрелковые батальоны - 17-й танковый полк - 1-я гвардейская танковая бригада - 1-й, 2-й танковые батальоны - 9-й гвардейский мотострелковый батальон - 49-я танковая бригада - 2-й, 49-й танковые батальоны - 49-й мотострелковый батальон - 58-й мотоциклетный батальон - 405-й гвардейский миномётный батальон (8 пусковых установок БМ-13) - 104-я танковая бригада (в составе 41-й армии 27 ноября 1942 г.) - 301-й танковый батальон - 302-й танковый батальон - 104-й мотострелковый батальон - Армейские войска: - 39-й отдельный танковый полк - 10-й гвардейский армейский артиллерийский полк - 43-й армейский артиллерийский полк - 376-й гаубичный артиллерийский полк - 472-й гаубичный артиллерийский полк - 1157-й пушечный артиллерийский полк - 25-й истребительно-противотанковый полк - 141-й истребительно-противотанковый полк - 610-й истребительно-противотанковый полк - 77-й гвардейский миномётный полк - 81-й гвардейский тяжёлый миномётный полк - 75-й отдельный гвардейский миномётный полк - 501-й отдельный гвардейский тяжёлый миномётный полк - 405-й отдельный тяжёлый гвардейский миномётный полк - 618-й зенитно-артиллерийский полк - 621-й зенитно-артиллерийский полк - 183-й зенитно-артиллерийский дивизион - 397-й зенитно-артиллерийский дивизион - 20-й отдельный сапёрный батальон - 249-й отдельный инженерный батальон - 251-й отдельный инженерный батальон - 39-я армия: - 135-я стрелковая дивизия - 396-й стрелковый полк - 497-й стрелковый полк - 791-й стрелковый полк - 276-й лёгкий артиллерийский полк - 173-й противотанковый дивизион - 157-й сапёрный батальон - 492-я рота химической защиты - 138-й медицинский батальон - 158-я стрелковая дивизия - 875-й стрелковый полк - 879-й стрелковый полк - 81-й стрелковый полк - 535-й гаубичный полк - 178-я стрелковая дивизия - 386-й стрелковый полк - 693-й стрелковый полк - 709-й стрелковый полк - 332-й лёгкий артиллерийский полк - 432-й гаубичный полк - 186-я стрелковая дивизия - 238-й стрелковый полк - 290-й стрелковый полк - 298-й стрелковый полк - 327-й лёгкий артиллерийский полк - 227-й противотанковый дивизион - 348-я стрелковая дивизия - 1170-й стрелковый полк - 1172-й стрелковый полк - 1174-й стрелковый полк - 916-й артиллерийский полк - 472-й сапёрный батальон - 373-я стрелковая дивизия - 1235-й стрелковый полк - 1237-й стрелковый полк - 1239-й стрелковый полк - 931-й артиллерийский полк - 243-й противотанковый дивизион - 446-я рота химической защиты - 100-я стрелковая бригада - 4 стрелковых батальона - 1 батальон автоматчиков (штурмовой) - 1 миномётный батальон (120-мм миномёты) - 1 артиллерийский дивизион (4 батареи, 3 76-мм пушки на каждую) - 1 батарея противотанковой артиллерии - 1 разведывательная рота - 1 сапёрная рота - 1 медицинская рота - 1 рота связи - 1 автотранспортная рота - 101-я стрелковая бригада - 4 стрелковых батальона - 1 миномётный батальон (82-мм миномёты) - 1 миномётный батальон (120-мм миномёты) - 1 рота противотанковых ружей - 1 пулемётная рота - 1 разведывательная рота - 1 сапёрная (инженерно-сапёрная) рота - 1 сапёрная рота - 1 медицинская рота - 1 рота связи - 117-я стрелковая бригада (организация неизвестна) - 136-я стрелковая бригада (организация неизвестна) - 28-я танковая бригада - 242-й танковый батальон - 244-й танковый батальон - 28-й мотострелковый батальон - 81-я танковая бригада - 230-й танковый батальон - 231-й танковый батальон - 81-й мотострелковый батальон - 46-я механизированная бригада - 3 механизированных батальона - 1 танковый полк - Армейские войска: - 28-й танковый полк - 29-й танковый полк - 32-й танковый полк - 421-й армейский артиллерийский полк - 480-й гаубичный артиллерийский полк - 827-й гаубичный артиллерийский полк - 545-й пушечный артиллерийский полк - 269-й истребительно-противотанковый полк - 480-й истребительно-противотанковый полк - 587-й истребительно-противотанковый полк - 712-й истребительно-противотанковый полк - 170-й миномётный полк - 69-й гвардейский миномётный полк - 99-й гвардейский миномётный полк - 47-й отдельный гвардейский миномётный полк - 601-й зенитно-артиллерийский полк - 17-й отдельный сапёрный батальон - 115-й отдельный сапёрный батальон - 228-й отдельный инженерный батальон - 125-й понтонно-мостовой батальон |

| - 20-я армия: - 8-й гвардейский стрелковый корпус: - 26-я гвардейская стрелковая дивизия: - 75-й гвардейский стрелковый полк - 77-й гвардейский стрелковый полк - 79-й гвардейский стрелковый полк - 57-й гвардейский артиллерийский полк - Гвардейский противотанковый дивизион - 148-я стрелковая бригада (организация неизвестна) - 150-я стрелковая бригада (организация неизвестна) - 1-я гвардейская мотострелковая дивизия: - 2-й гвардейский стрелковый полк - 7-й гвардейский стрелковый полк - 16-й гвардейский стрелковый полк - 20-й гвардейский артиллерийский полк - Гвардейский противотанковый дивизион - 20-й гвардейский сапёрный батальон - Гвардейская разведывательная рота - Гвардейский батальон связи - 20-я гвардейская стрелковая дивизия: (из состава 31-й армии к 1 декабря 1942 г.) - 55-й гвардейский стрелковый полк - 57-й гвардейский стрелковый полк - 60-й гвардейский стрелковый полк - 46-й гвардейский артиллерийский полк - 15-й гвардейский противотанковый дивизион - Гвардейский сапёрный батальон - Гвардейский батальон связи - 42-я гвардейская стрелковая дивизия: - 127-й гвардейский стрелковый полк - 132-й гвардейский стрелковый полк - 136-й гвардейский стрелковый полк - 75-й гвардейский артиллерийский полк - 243-я стрелковая дивизия (из состава РВГК к 12.12.42) - 906-й стрелковый полк - 910-й стрелковый полк - 912-й стрелковый полк - 775-й артиллерийский полк - 303-й противотанковый дивизион - 247-я стрелковая дивизия - 909-й стрелковый полк - 916-й стрелковый полк - 920-й стрелковый полк - 778-й артиллерийский полк - 327-я разведывательная рота - 251-я стрелковая дивизия - 919-й стрелковый полк - 923-й стрелковый полк - 927-й стрелковый полк - 789-й артиллерийский полк - 326-я стрелковая дивизия - 1097-й стрелковый полк - 1099-й стрелковый полк - 1101-й стрелковый полк - 888-й артиллерийский полк - 331-я стрелковая дивизия - 1104-й стрелковый полк - 1106-й стрелковый полк - 1108-й стрелковый полк - 896-й артиллерийский полк - 354-я стрелковая дивизия (из состава 31-й армии к 1 декабря 42 года) - 1199-й стрелковый полк - 1201-й стрелковый полк - 1203-й стрелковый полк - 476-й сапёрный батальон - 645-й зенитный дивизион - 274-й противотанковый дивизион - 516-й миномётный батальон - 809-й батальон связи - 443-й медицинский батальон - 420-я разведывательная рота - 473-я автотранспортная рота - 436-я рота химической защиты - 48-я лыжная бригада: организация неизвестна - 5-й танковый корпус: (фронтовое подчинение) - 24-я танковая бригада - 265-й, 276-й танковые батальоны - 24-й мотострелковый батальон - 41-я танковая бригада - 280-й, 281-й танковые батальоны - 41-й мотострелковый батальон - 70-я танковая бригада - 261-й, 262-й танковые батальоны - 70-й мотострелковый батальон - 5-я мотострелковая бригада (добавлена только в мае) - 1-й, 2-й, 3-й стрелковые батальоны - 128-й гвардейский миномётный батальон (8 пусковых установок БМ-13) - 6-й танковый корпус: (фронтовое подчинение) - 22-я танковая бригада - 1-й, 2-й танковые батальоны - 22-й мотострелковый батальон - 100-я танковая бригада - 1-й, 2-й танковые батальоны - 100-й мотострелковый батальон - 200-я танковая бригада - 191-й, 192-й танковые батальоны - 200-й мотострелковый батальон - 6-я мотострелковая бригада - 1-й, 2-й, 3-й стрелковые батальоны - 129-й гвардейский миномётный батальон (8 пусковых установок БМ-13) - 11-я танковая бригада - 313-й танковый батальон - 314-й танковый батальон - 111-й мотострелковый батальон - 145-я танковая бригада (выделена из состава 8-го танкового корпуса) - 1-й, 2-й, 43-й танковые батальоны - 43-й мотострелковый батальон - 17-я (9-я гвардейская) танковая бригада (в составе 29-й армии 1 декабря 1942 г.) - 97-й танковый батальон - 98-й танковый батальон - 9-й мотострелковый батальон - 18-я танковая бригада - 1-й, 2-й, 42-й танковые батальоны - 42-й мотострелковый батальон - 20-я танковая бригада (в составе 29-й армии 1 декабря 1942 г.) - 20-й, 136-й танковые батальоны - все танки Т-34/76 - 20-й мотострелковый батальон - 240-я танковая бригада - 472-й танковый батальон - 473-й танковый батальон - 240-й мотострелковый батальон - 255-я танковая бригада - 489-й танковый батальон - 490-й танковый батальон - 255-й мотострелковый батальон - 25-я танковая бригада (выделена из состава 8-го танкового корпуса) - 25-й, 362-й танковые батальоны - 25-й мотострелковый батальон - 31-я танковая бригада (выделена из состава 8-го танкового корпуса) - 194-й, 195-й танковые батальоны - 31-й мотострелковый батальон - 32-я танковая бригада (к 1 декабря 1942 г.) - 141-й, 142-й танковые батальоны — все Т-34 - 32-й мотострелковый батальон - 80-я танковая бригада - 392-й танковый батальон - 393-й танковый батальон - 180-й мотострелковый батальон - 93-я танковая бригада (выделена из состава 8-го танкового корпуса) - 418-й танковый батальон - 419-й танковый батальон - 193-й мотострелковый батальон - 2-й гвардейский кавалерийский корпус (фронтового подчинения) - 3-я гвардейская кавалерийская дивизия - 9-й гвардейский кавалерийский полк - 10-й гвардейский кавалерийский полк - 12-й гвардейский кавалерийский полк - 14-й гвардейский кавалерийский полк - 160-й танковый полк - 4-я гвардейская кавалерийская дивизия - 11-й гвардейский кавалерийский полк - 13-й гвардейский кавалерийский полк - 15-й гвардейский кавалерийский полк - 16-й гвардейский кавалерийский полк - 184-й танковый полк - 20-я кавалерийская дивизия - 22-й горно-кавалерийский полк - 103-й горно-кавалерийский полк - 124-й горно-кавалерийский полк - 14-й конно-артиллерийский дивизион - Другие - 5-й конно-артиллерийский дивизион (76-мм орудия и миномёты) - 194-й гвардейский миномётный батальон (реактивные снаряды) - 2-й гвардейский противотанковый дивизион (45-мм орудия) - Армейские войска: - 18-й гвардейский гаубичный артиллерийский полк - 296-й гаубичный артиллерийский полк - 17-й гвардейский армейский артиллерийский полк - 56-й корпусной артиллерийский полк - 528-й пушечный артиллерийский полк - 3-й гвардейский истребительно-противотанковый полк - 169-й миномётный полк - 59-й гвардейский миномётный полк - 2-й отдельный гвардейский миномётный полк - 5-й отдельный гвардейский миномётный полк - 87-й отдельный тяжёлый гвардейский миномётный полк - 98-й отдельный гвардейский тяжёлый миномётный полк - 99-й отдельный тяжёлый гвардейский миномётный полк - 14-я зенитная дивизия - 1265-й зенитный полк - 1271-й зенитный полк - 50-й зенитный дивизион - 64-й зенитно-артиллерийский дивизион - 525-й зенитно-артиллерийский дивизион - 301-й отдельный сапёрный батальон - 302-й отдельный инженерный батальон | - 5-я армия - 19-я стрелковая дивизия: (в 29-ю армию к 1 декабря 1942 г.) - 32-й стрелковый полк - 282-й стрелковый полк - 315-й стрелковый полк - 90-й лёгкий артиллерийский полк - 103-й гаубичный полк - 29-я гвардейская стрелковая дивизия: - 87-й гвардейский стрелковый полк - 90-й гвардейский стрелковый полк - 93-й гвардейский стрелковый полк - 62-й гвардейский артиллерийский полк - Гвардейский противотанковый дивизион - Гвардейская зенитная батарея - 30-я гвардейская стрелковая дивизия: (из состава РВГК к 1 декабря 1942 г.) - 94-й гвардейский стрелковый полк - 96-й гвардейский стрелковый полк - 98-й гвардейский стрелковый полк - 63-й гвардейский артиллерийский полк - 78-я стрелковая дивизия - 40-й стрелковый полк - 131-й стрелковый полк - 258-й стрелковый полк - 159-й лёгкий артиллерийский полк - 210-й гаубичный полк - 139-й противотанковый дивизион - 189-й сапёрный батальон - 60-й разведывательный батальон - 110-й батальон связи - 70-й автотранспортный батальон - 108-я стрелковая дивизия - 407-й стрелковый полк - 444-й стрелковый полк - 539-й стрелковый полк - 575-й лёгкий артиллерийский полк - 152-й противотанковый дивизион - 458-й зенитный дивизион - 172-й сапёрный батальон - 144-я стрелковая дивизия - 449-й стрелковый полк - 612-й стрелковый полк - 785-й стрелковый полк - 308-й лёгкий артиллерийский полк - 144-й противотанковый дивизион - 192-й разведывательный батальон - 194-я стрелковая дивизия (из состава РВГК к 1 декабря 1942 г.) - 470-й стрелковый полк - 616-й стрелковый полк - 954-й стрелковый полк - 299-й артиллерийский полк - 158-й сапёрный батальон - 137-я разведывательная рота - 114-й батальон связи то же - 108-й медицинский батальон - 352-я стрелковая дивизия - 1158-й стрелковый полк - 1160-й стрелковый полк - 1162-й стрелковый полк - 914-й артиллерийский полк - 379-я стрелковая дивизия (придана из состава РВГК к 1 декабря 1942 г.) - 1253-й стрелковый полк - 1255-й стрелковый полк - 1257-й стрелковый полк - 934-й артиллерийский полк - 112-я танковая бригада - 124-й танковый батальон - 125-й танковый батальон - 112-й мотострелковый батальон - 120-я танковая бригада - 333-й танковый батальон - 334-й танковый батальон - 120-й мотострелковый батальон - 153-я танковая бригада - 338-й танковый батальон - 339-й танковый батальон - 153-й мотострелковый батальон - 161-я танковая бригада - 354-й танковый батальон - 355-й танковый батальон - 161-й мотострелковый батальон - 186-я танковая бригада - 404-й танковый батальон - 405-й танковый батальон - 186-й мотострелковый батальон - 6-я артиллерийская дивизия прорыва - 486-й пушечный полк - 1171-й пушечный полк - 173-й гаубичный полк - 600-й лёгкий артиллерийский полк - 1314-й лёгкий артиллерийский полк - 1320-й лёгкий артиллерийский полк - 113-й миномётный полк - 123-й миномётный полк - 130-й миномётный полк - 135-й миномётный полк - Армейские войска: - 66-й гвардейский артиллерийский полк - 517-й пушечный артиллерийский полк - 554-й пушечный артиллерийский полк - 360-й гаубичный артиллерийский полк - 590-й гаубичный артиллерийский полк (высокой мощности) - 5-й гвардейский истребительно-противотанковый полк - 696-й истребительно-противотанковый полк - 135-й миномётный полк (за вычетом 286-го батальона) - 60-й гвардейский миномётный батальон (за вычетом 34-го батальона) - 41-й отдельный гвардейский миномётный батальон - 69-й отдельный тяжёлый гвардейский миномётный батальон - 70-й отдельный тяжёлый гвардейский миномётный батальон - 89-й отдельный тяжёлый гвардейский миномётный батальон - 92-й отдельный тяжёлый гвардейский миномётный батальон - 96-й отдельный тяжёлый гвардейский миномётный батальон - 100-й отдельный тяжёлый гвардейский миномётный батальон - 504-й отдельный тяжёлый гвардейский миномётный батальон - 505-й отдельный тяжёлый гвардейский миномётный батальон - 506-й отдельный тяжёлый гвардейский миномётный батальон - 1267-й зенитно-артиллерийский полк - 1272-й зенитно-артиллерийский полк - 1276-й зенитно-артиллерийский полк - 1279-й зенитно-артиллерийский полк - 296-й отдельный сапёрный батальон - 297-й отдельный инженерный батальон |

| - 33-я армия: - 7-й гвардейский стрелковый корпус: - 5-я гвардейская стрелковая дивизия: - 12-й гвардейский стрелковый полк - 17-й гвардейский стрелковый полк - 21-й гвардейский стрелковый полк - 24-й гвардейский артиллерийский полк - 112-я стрелковая бригада (организация неизвестна) - 125-я стрелковая бригада (организация неизвестна) - 128-я стрелковая бригада (организация неизвестна) - 17-я стрелковая дивизия - 55-й стрелковый полк - 271-й стрелковый полк - 278-й стрелковый полк - 20-й лёгкий артиллерийский полк - 390-й гаубичный полк - 102-й противотанковый дивизион - 161-й зенитный дивизион - 50-я стрелковая дивизия - 2-й стрелковый полк - 49-й стрелковый полк - 359-й стрелковый полк - 202-й лёгкий артиллерийский полк - 257-й гаубичный полк - 89-й противотанковый дивизион - 68-й сапёрный батальон - 81-й батальон связи - 10-й медицинский батальон - 41-й грузовой батальон - 53-я стрелковая дивизия - 12-й стрелковый полк - 110-й стрелковый полк - 223-й стрелковый полк - 36-й лёгкий артиллерийский полк - 64-й гаубичный полк - 110-я стрелковая дивизия - 394-й стрелковый полк - 411-й стрелковый полк - 425-й стрелковый полк - 355-й лёгкий артиллерийский полк - 457-й зенитный дивизион - 113-я стрелковая дивизия - 513-й стрелковый полк - 679-й стрелковый полк - 725-й стрелковый полк - 451-й лёгкий артиллерийский полк - 160-я стрелковая дивизия - 443-й стрелковый полк - 537-й стрелковый полк - 636-й стрелковый полк - 566-й лёгкий артиллерийский полк - 290-й противотанковый дивизион - 266-й сапёрный батальон - 176-й батальон связи - 191-й медицинский батальон - 661-я автотранспортная рота - 222-я стрелковая дивизия - 757-й стрелковый полк - 774-й стрелковый полк - 787-й стрелковый полк - 666-й артиллерийский полк - 389-й сапёрный батальон - 30-я стрелковая бригада: организация неизвестна - 50-я лыжная бригада: организация неизвестна - 9-й танковый корпус (фронтовое подчинение) - 23-я танковая бригада - 267-й, 269-й танковые батальоны - 23-й мотострелковый батальон - 95-я танковая бригада - 142-й, 195-й танковые батальоны - 95-й мотострелковый батальон - 187-я танковая бригада - 406-й, 407-й танковые батальоны - 187-й мотострелковый батальон - 10-я мотострелковая бригада - 1-й, 2-й, 3-й стрелковые батальоны - 10-й танковый корпус (фронтовое подчинение) - 178-я танковая бригада - 389-й, 437-й танковые батальоны - 178-й мотострелковый батальон - 183-я танковая бригада - 398-й, 399-й танковые батальоны - 183-й мотострелковый батальон - 186-я танковая бригада - 404-й, 405-й танковые батальоны - 186-й мотострелковый батальон - 11-я мотострелковая бригада - 1-й, 2-й, 3-й стрелковые батальоны - 213-я танковая бригада - 659-й танковый батальон - 660-й танковый батальон - 213-й мотострелковый батальон - 248-я танковая бригада - 184-й танковый батальон - 186-й танковый батальон - 248-й мотострелковый батальон - 256-я танковая бригада - 159-й танковый батальон - 160-й танковый батальон - 256-й мотострелковый батальон - 1-й гвардейский кавалерийский корпус: (фронтовое подчинение) - 1-я гвардейская кавалерийская дивизия - 1-й гвардейский кавалерийский полк - 3-й гвардейский кавалерийский полк - 5-й гвардейский кавалерийский полк - 6-й гвардейский кавалерийский полк - 2-я гвардейская кавалерийская дивизия - 2-й гвардейский кавалерийский полк - 4-й гвардейский кавалерийский полк - 7-й гвардейский кавалерийский полк - 8-й гвардейский кавалерийский полк - 7-я гвардейская кавалерийская дивизия - 19-й гвардейский кавалерийский полк - 21-й гвардейский кавалерийский полк - 26-й гвардейский кавалерийский полк - 27-й гвардейский кавалерийский полк - Прочие: - 150-й артиллерийско-миномётный полк - Армейские войска: - 520-й отдельный танковый батальон - 2-й гвардейский армейский артиллерийский полк - 995-й армейский артиллерийский полк - 55-й корпусной артиллерийский полк - 128-й гаубичный артиллерийский полк - 364-й гаубичный артиллерийский полк - 557-й пушечный артиллерийский полк - 564-й пушечный артиллерийский полк - 570-й пушечный артиллерийский полк - 572-й артиллерийский полк - 1099-й артиллерийский полк - 2-й гвардейский истребительно-противотанковый полк - 868-й истребительно-противотанковый полк - 1171-й истребительно-противотанковый полк - 37-й гвардейский миномётный полк - 3-й отдельный гвардейский миномётный батальон - 1266-й зенитно-артиллерийский полк - 1278-й зенитно-артиллерийский полк - 42-й отдельный сапёрный батальон - 298-й отдельный сапёрный батальон - 321-й отдельный инженерный батальон | - 3-я танковая армия: - 48-я гвардейская стрелковая дивизия: - 138-й гвардейский стрелковый полк - 143-й гвардейский стрелковый полк - 146-й гвардейский стрелковый полк - 98-й гвардейский артиллерийский полк - 399-я стрелковая дивизия: организация неизвестна - 3-й танковый корпус: - 50-я танковая бригада - 50-й, 254-й танковые батальоны - 50-й мотострелковый батальон - 51-я танковая бригада - 94-й, 255-й танковые батальоны - 51-й мотострелковый батальон - 103-я танковая бригада - 119-й, 420-й танковые батальоны - 103-й мотострелковый батальон - 3-я мотострелковая бригада - 1-й, 2-й, 3-й стрелковые батальоны - 126-й гвардейский миномётный батальон (8 пусковых установок БМ-13) - 12-й танковый корпус: - 30-я танковая бригада - 315-й, 316-й танковые батальоны - 30-й мотострелковый батальон - 97-я танковая бригада - 1-й, 2-й танковые батальоны - 97-й мотострелковый батальон - 106-я танковая бригада - 305-й, 306-й танковые батальоны - 106-й мотострелковый батальон - 13-я мотострелковая бригада - 1-й, 2-й, 3-й стрелковые батальоны - 33-я сапёрная рота - 15-й танковый корпус: (все танки Т-34-76 и Т-70) - 113-я танковая бригада - 317-й, 318-й танковые батальоны - 113-й мотострелковый батальон - 88-я танковая бригада - 209-й, 210-й танковые батальоны - 88-й мотострелковый батальон - 195-я танковая бригада - 424-й, 425-й танковые батальоны - 195-й мотострелковый батальон - 52-я мотострелковая бригада - 1-й, 2-й, 3-й стрелковые батальоны - 179-я танковая бригада - 390-й танковый батальон - 391-й танковый батальон - 179-й мотострелковый батальон - Армейские войска: - 1172-й истребительно-противотанковый полк - 1245-й истребительно-противотанковый полк - 62-й гвардейский миномётный полк - 71-й зенитный полк - 319-й зенитно-артиллерийский полк - 470-й зенитно-артиллерийский полк - 182-й отдельный инженерно-сапёрный батальон |

| - 30-я армия: - 16-я гвардейская стрелковая дивизия: - 43-й гвардейский стрелковый полк - 46-й гвардейский стрелковый полк - 49-й гвардейский стрелковый полк - 44-й гвардейский артиллерийский полк - Гвардейский противотанковый дивизион - 52-я стрелковая дивизия: - 58-й стрелковый полк - 112-й стрелковый полк - 205-й стрелковый полк - 158-й лёгкий артиллерийский полк - 208-й гаубичный полк - 62-й разведывательный батальон - 314-й зенитный дивизион - 54-й сапёрный батальон - 215-я стрелковая дивизия: организация неизвестна - 220-я стрелковая дивизия: - 376-й стрелковый полк - 653-й стрелковый полк - 673-й стрелковый полк - 660-й артиллерийский полк - 381-й сапёрный батальон - 274-я стрелковая дивизия: - 961-й стрелковый полк - 963-й стрелковый полк - 965-й стрелковый полк - 814-й артиллерийский полк - 359-я стрелковая дивизия: - 1194-й стрелковый полк - 1196-й стрелковый полк - 1198-й стрелковый полк - 924-й артиллерийский полк - 221-й противотанковый дивизион - 369-я стрелковая дивизия: - 1223-й стрелковый полк - 1225-й стрелковый полк - 1227-й стрелковый полк - 929-й артиллерийский полк - 375-я стрелковая дивизия: - 1241-й стрелковый полк - 1243-й стрелковый полк - 1245-й стрелковый полк - 932-й артиллерийский полк - 820-я рота связи - 380-я стрелковая дивизия: - 1260-й стрелковый полк - 1262-й стрелковый полк - 1264-й стрелковый полк - 945-й артиллерийский полк - 130-я стрелковая бригада: организация неизвестна - 49-я лыжная бригада: организация неизвестна - 10-я гвардейская танковая бригада: - 144-й танковый батальон - 169-й танковый батальон - 10-й гвардейский мотострелковый батальон - 196-я танковая бригада: - 426-й танковый батальон - 427-й танковый батальон - 196-й мотострелковый батальон - 238-я танковая бригада: (в РГВК к 1 декабря 1942 г.) - 491-й танковый батальон - 492-й танковый батальон - 238-й мотострелковый батальон - Армейские войска: - 542-й пушечный артиллерийский полк - 544-й гаубичный артиллерийский полк большой мощности - 1221-й гаубичный артиллерийский полк большой мощности - 646-й армейский артиллерийский полк - 758-й истребительно-противотанковый полк - 1179-й истребительно-противотанковый полк - 171-й миномётный полк - 68-й миномётный полк - 31-й отдельный гвардейский миномётный батальон - 308-й отдельный гвардейский миномётный батальон - 348-й отдельный гвардейский миномётный батальон - 240-й зенитно-артиллерийский полк - 341-й зенитно-артиллерийский полк - 245-й отдельный зенитный дивизион - 500-й отдельный зенитный дивизион - 51-й понтонно-мостовой батальон - 133-й отдельный сапёрный батальон - 263-й отдельный инженерный батальон | - 31-я армия: - 20-я гвардейская стрелковая дивизия: (в 20-ю армию к 1 декабря 1942 г.) - 55-й гвардейский стрелковый полк - 57-й гвардейский стрелковый полк - 60-й гвардейский стрелковый полк - 46-й гвардейский артиллерийский полк - 15-й гвардейский противотанковый дивизион - Гвардейский сапёрный батальон - Гвардейский батальон связи - 88-я стрелковая дивизия: - 426-й стрелковый полк - 611-й стрелковый полк - 758-й стрелковый полк - 401-й лёгкий артиллерийский полк - 269-й противотанковый дивизион - 147-й разведывательный батальон - 222-й сапёрный батальон - 221-й батальон связи - 118-я стрелковая дивизия: - 398-й стрелковый полк - 463-й стрелковый полк - 527-й стрелковый полк - 604-й лёгкий артиллерийский полк - 133-я стрелковая дивизия: - 418-й стрелковый полк - 521-й стрелковый полк - 681-й стрелковый полк - 400-й лёгкий артиллерийский полк - 511-й гаубичный полк - 139-я стрелковая дивизия: - 364-й стрелковый полк - 609-й стрелковый полк - 718-й стрелковый полк - 354-й полк лёгкой артиллерии - 195-й сапёрный батальон - 239-я стрелковая дивизия: - 511-й стрелковый полк - 813-й стрелковый полк - 817-й стрелковый полк - 688-й артиллерийский полк - 409-й сапёрный батальон - 219-я рота химической защиты - 246-я стрелковая дивизия: - 908-й стрелковый полк - 914-й стрелковый полк - 915-й стрелковый полк - 777-й артиллерийский полк - 326-я разведывательная рота - 336-я стрелковая дивизия: - 1128-й стрелковый полк - 1130-й стрелковый полк - 1132-й стрелковый полк - 909-й артиллерийский полк - 354-я стрелковая дивизия: (в составе 20-й армии к 1 декабря 1942 г.) - 1199-й стрелковый полк - 1201-й стрелковый полк - 1203-й стрелковый полк - 476-й сапёрный батальон - 645-й зенитный дивизион - 274-й противотанковый дивизион - 516-й миномётный батальон - 809-й батальон связи - 443-й медицинский батальон - 420-я разведывательная рота - 473-я автотранспортная рота - 436-я рота химической защиты - 371-я стрелковая дивизия: - 1229-й стрелковый полк - 1231-й стрелковый полк - 1233-й стрелковый полк - 930-й артиллерийский полк - 242-й противотанковый дивизион - 452-й сапёрный батальон - 429-я разведывательная рота - 452-й медицинский батальон - 818-я рота связи - 32-я танковая бригада: - 141-й танковый батальон — все Т-34 - 142-й танковый батальон — все Т-34 - 32-й мотострелковый батальон - 145-я танковая бригада: (из состава 20-й армии к 1 декабря 1942 г.) (организация неизвестна) - Армейские войска: - 74-й гвардейский армейский артиллерийский полк - 75-й гвардейский армейский артиллерийский полк - 392-й пушечный артиллерийский полк - 644-й артиллерийский полк - 1165-й артиллерийский полк - 6-й гвардейский истребительно-истребительно-противотанковый полк - 680-й истребительно-противотанковый полк - 869-й истребительно-противотанковый полк - 873-й истребительно-противотанковый полк - 213-й отдельный противотанковый дивизион - 112-й миномётный полк - 40-й гвардейский миномётный полк - 13-й отдельный гвардейский миномётный батальон - 67-й отдельный тяжёлый гвардейский миномётный батальон - 1269-й зенитно-артиллерийский полк - 1270-й зенитно-артиллерийский полк - 6514-й отдельный зенитный дивизион - 72-й отдельный сапёрный батальон - 113-й отдельный сапёрный батальон - 738-й отдельный сапёрный батальон |

| - 29-я армия: - 3-я гвардейская мотострелковая дивизия - 5-й гвардейский стрелковый полк - 9-й гвардейский стрелковый полк - 13-й гвардейский стрелковый полк - 22-й гвардейский артиллерийский полк - Гвардейский противотанковый дивизион - 10-й гвардейский сапёрный батальон - 19-я стрелковая дивизия (из состава 5-й армии к 1 декабря 1942 г.) - 32-й стрелковый полк - 282-й стрелковый полк - 315-й стрелковый полк - 90-й лёгкий артиллерийский полк - 103-й гаубичный полк - 82-я стрелковая дивизия - 385-й стрелковый полк - 416-й стрелковый полк - 524-й стрелковый полк - 436-й лёгкий артиллерийский полк - 312-я стрелковая дивизия - 1079-й стрелковый полк - 1081-й стрелковый полк - 1083-й стрелковый полк - 859-й артиллерийский полк - 244-й медицинский батальон - 415-я стрелковая дивизия - 1321-й стрелковый полк - 1323-й стрелковый полк - 1326-й стрелковый полк - 686-й артиллерийский полк - 28-я стрелковая бригада (организация неизвестна) - 35-я стрелковая бригада (организация неизвестна) - 40-я стрелковая бригада (организация неизвестна) - 49-я стрелковая бригада (организация неизвестна) - 29-я танковая бригада: (из состава 20-й армии к 1 декабря 1942 г.) - 420-й танковый батальон - 421-й танковый батальон - 29-й мотострелковый батальон - 9-я гвардейская танковая бригада: - 97-й танковый батальон - 98-й танковый батальон - 9-й гвардейский мотострелковый батальон - 120-я танковая бригада: (из состава 5-й армии к 1 декабря 1942 г.) - 333-й танковый батальон - 334-й танковый батальон - 120-й мотострелковый батальон - 161-я танковая бригада: (из состава 5-й армии к 1 декабря 1942 г.) - 354-й танковый батальон - 355-й танковый батальон - 161-й мотострелковый батальон - 213-я танковая бригада: (из состава 33-й армии к 1 декабря 1942 г.) - 659-й танковый батальон - 660-й танковый батальон - 213-й мотострелковый батальон - 256-я танковая бригада: (из состава 33-й армии к 1 декабря 1942 г.) - 159-й танковый батальон - 160-й танковый батальон - 256-й мотострелковый батальон - 175-я танковая бригада: - 382-й танковый батальон - 383-й танковый батальон - 175-й мотострелковый батальон - Армейские войска: - 39-й пушечный артиллерийский полк - 1093-й артиллерийский полк - 537-й армейский артиллерийский полк - 1-й гвардейский истребительно-противотанковый полк - 992-й истребительно-противотанковый полк - 1170-й истребительно-противотанковый полк - 34-й гвардейский миномётный полк - 28-й отдельный гвардейский миномётный полк - 716-й зенитно-артиллерийский полк - 71-й отдельный сапёрный батальон - 267-й отдельный сапёрный батальон | - Резерв Калининского фронта - 8-й стрелковый корпус: - 19-я гвардейская стрелковая дивизия: - 54-й гвардейский стрелковый полк - 56-й гвардейский стрелковый полк - 61-й гвардейский стрелковый полк - 45-й гвардейский артиллерийский полк - 7-я стрелковая дивизия: организация неизвестна - 249-я стрелковая дивизия: - 917-й стрелковый полк - 921-й стрелковый полк - 925-й стрелковый полк - 779-й артиллерийский полк - 307-й противотанковый дивизион - 417-й сапёрный батальон - 328-я разведывательная рота - 243-я химическая (оборонительная) рота - 267-й медицинский батальон - Войска фронтового подчинения: - 215-й отдельный танковый полк - 85-й корпусной артиллерийский полк - 12-й отдельный зенитный дивизион - 221-й отдельный зенитный дивизион - 622-й отдельный зенитный дивизион - 5-я инженерная бригада (Спецназ) - 7-я сапёрная бригада - 56-я инженерно-сапёрная бригада - 22-й отдельный сапёрный батальон - 210-й отдельный сапёрный батальон - 245-й отдельный сапёрный батальон - 28-й отдельный сапёрный батальон - 57-й понтонно-мостовой батальон - 63-й понтонно-мостовой батальон - 93-й понтонно-мостовой батальон - 106-й понтонно-мостовой батальон - 122-й понтонно-мостовой батальон - Западный фронт: - 243-я стрелковая дивизия: (в составе 20-й армии к 12 декабря 1942 г.) - 906-й стрелковый полк - 910-й стрелковый полк - 912-й стрелковый полк - 775-й артиллерийский полк - 303-й противотанковый дивизион - 238-я танковая бригада: - 491-й танковый батальон - 492-й танковый батальон - 238-й мотострелковый батальон - Армейские войска: - 761-й армейский артиллерийский полк - 1222-й гаубичный артиллерийский полк большой мощности - 150-й миномётный полк - 151-й миномётный полк - 17-й гвардейский миномётный полк - 97-й отдельный тяжёлый гвардейский миномётный полк - 502-й отдельный тяжёлый гвардейский миномётный полк - 17-й зенитный дивизион (организация неизвестна) - 739-й зенитный полк - 1281-й зенитный полк - 24-й отдельный зенитный дивизион - 10-я инженерно-сапёрная бригада - 11-я инженерно-сапёрная бригада - 12-я инженерно-сапёрная бригада - 33-я сапёрная бригада (спецназ) - 11-й гвардейский сапёрный батальон - 6-й отдельный сапёрный батальон - 84-й отдельный сапёрный батальон - 122-й отдельный сапёрный батальон - 129-й отдельный инженерный батальон - 229-й отдельный инженерный батальон - 230-й отдельный инженерный батальон - 61-й понтонно-мостовой батальон - 62-й понтонно-мостовой батальон - 88-й понтонно-мостовой батальон - 89-й понтонно-мостовой батальон - 90-й понтонно-мостовой батальон - 91-й понтонно-мостовой батальон - 537-й отдельный минно-сапёрный батальон - 538-й отдельный сапёрный батальон |

### Германия
Противостоявшая советским войскам немецкая 9-я армия генерал-полковника Вальтера Моделя (штаб — Сычёвка) в своем составе объединяла три армейских и два танковых корпуса (всего 18 пехотных, 1 авиаполевая, 1 парашютная, 1 танковая дивизии, два батальона штурмовых орудий). В армейском резерве находились две танковые, две моторизованные, одна кавалерийская дивизии и танковый батальон. К тому же в тылу ржевско-вяземского выступа были сосредоточены три танковые дивизии из резерва группы армий «Центр» (12, 19-я и 20-я).
9-я армия генерал-полковника В. Моделя, принявшая основной удар советских войск, имела в своём составе:
- 6-й армейский корпус (2-я авиаполевая, 7-я парашютная и 197-я пехотная дивизии).
- 23-й армейский корпус (246-я, 86-я, 110-я, 253-я и 206-я пехотные дивизии, полк 87-й пехотной дивизии и полк 10-й моторизованной дивизии).
- 27-й армейский корпус (95-я, 72-я, 256-я, 129-я, 6-я и 251-я пехотные дивизии, два полка 87-й пехотной дивизии).
- 39-й танковый корпус (337, 102-я и 78-я пехотные, 5-я танковая дивизия).
- 41-й танковый корпус (330-я и 205-я пехотные дивизии, полк 328-й пехотной дивизии).

Кроме того, в подчинении штаба 9-й армии находились две моторизованные дивизии (14-я и «Великая Германия»), 1-я и 9-я танковые дивизии, танковый батальон 11-й танковой дивизии (37 танков) и 1-я кавалерийская дивизия.
У основания выступа располагались резервы группы армий «Центр» — 12-я, 19-я и 20-я танковые дивизии, которые в критической ситуации могли быть достаточно быстро переброшены на угрожаемое направление.
Своевременно выявив подготовку Калининского и Западного фронтов к наступлению, В. Модель в приказе от 16 ноября 1942 г. потребовал, помимо поддержания постоянной боевой готовности, создать в каждом корпусе и пехотной дивизии мобильные группы, предназначенные для переброски на угрожаемые направления. Кроме того, заранее был спланирован манёвр на них армейских подвижных резервов. Для решения этой задачи по состоянию на 20 ноября имелось 302 исправных танка самых различных модификаций.

## Ход операции

### Советское наступление 25—28 ноября
Главный удар в полосе Калининского фронта наносила 41-я армия генерал-майора Г. Ф. Тарасова. В неё входили пять стрелковых дивизий, 1-й механизированный корпус генерал-майора М. Д. Соломатина, 47-я и 48-я механизированные бригады и 6-й сталинский добровольческий стрелковый корпус генерал-майора С. И. Поветкина (одна стрелковая дивизия и четыре стрелковые бригады) — всего 116 тыс. человек и 300 танков. Ей приказывалось прорвать оборону противника южнее г. Белый, расширить прорыв в западном и северном направлениях и соединиться с 20-й армией Западного фронта. Действовать предстояло в лесистой местности при ограниченном количестве дорог. При этом требовалось форсировать реки Вишенка, Вена и Нача.
В полосе наступления армии занимали оборону часть сил 246-й пехотной дивизии и 2-я авиаполевая дивизия, боевой потенциал и уровень подготовки которой значительно уступали другим соединениям. Учитывая это, командование врага сосредоточило в районе г. Белый сильный резерв — 1-ю танковую дивизию и боевую группу в составе двух мотопехотных батальонов моторизованной дивизии «Великая Германия».
Операции войск Западного и Калининского фронтов начались 25 ноября 1942 года сразу по трём направлениям.
С утра 25 ноября стрелковые соединения после трехчасовой артиллерийской подготовки атаковали передний край обороны противника, с ходу прорвали его и устремились в долину р. Вишенка. Но здесь они встретили мощное сопротивление расположенных на её крутом западном берегу опорных пунктов, а также подверглись контратакам дивизионных резервов. В обстановке, когда создалась угроза срыва начатого наступления, генерал-майор Г. Ф. Тарасов приказал ввести в сражение 1-й механизированный корпус (224 танка, из них КВ — 10 и Т-34 — 119).
В течение 26 ноября его бригады завершили прорыв вражеской обороны и приступили к развитию успеха. К исходу третьего дня наступления глубина вклинения армейской подвижной группы составила 33 км. При этом группа действовала в отрыве от остальных войск, имея значительные разрывы в боевом порядке и открытые фланги.
К 1 декабря в сражение были введены все резервы 41-й армии, однако решительного перелома в ходе операции не произошло. Противник, упорно обороняясь в блокированных советскими войсками опорных пунктах, не только привлек к себе и распылил их силы в широкой полосе, но и, выиграв время, создал условия для нанесения контрудара. Его сильные группировки, перейдя в наступление 6-7 декабря, вскоре окружили 6-й стрелковый и 1-й механизированный корпуса. В течение недели те отражали удары частей четырёх немецких танковых дивизий и завершили прорыв из окружения только к рассвету 16 декабря, потеряв большое количество людей, орудий, минометов и почти все танки.
Две армии Западного фронта (20-я генерал-майора Н. И. Кирюхина и 31-я генерал-майора В. С. Поленова) атаковали восточный фас Ржевского выступа южнее Зубцова, на 40-километровом участке вдоль рек Вазуза и Осуга (в полосе немецкого 39-го танкового корпуса генерала танковых войск Ганс-Юргена фон Арнима), пытаясь при этом перекрыть подход войск и резервов под Ржев, путем отрезания близлежащей железной дороги. Наступление 31-й армии сразу же застопорилось, но 20-я армия, поддержанная 6-м танковым (командующий — и. о. командира полковник П. М. Арман) и 2-м гвардейским кавалерийским (командующий — генерал-майор В. В. Крюков) корпусами, продолжала вести наступательные действия.
Одновременно 22-я (командующий — генерал-лейтенант В. А. Юшкевич) и 41-я армии (командующий — генерал-майор Г. Ф. Тарасов) Калининского фронта нанесли встречный удар с западного фаса выступа. 41-я армия поддержанная 1-м механизированным корпусом генерал-майора М. Д. Соломатина, атаковала в районе города Белый в полосе немецкого 41-го танкового корпуса генерала танковых войск Й. Гарпе.
Советская 22-я армия (80 тыс. человек и 270 танков) наступала в долине Лучесы при поддержке 3-го механизированного корпуса генерал-майора М. Е. Катукова. Командующий 22-й армией (80 тыс. человек и 270 танков) фронта генерал-майора В. А. Юшкевича решил прорвать оборону врага силами 238-й и 185-й стрелковых дивизий без привлечения танков непосредственной поддержки пехоты, после чего ввести в сражение 3-й механизированный корпус генерал-майора М. Е. Катукова. К исходу третьего дня он должен был, преодолев 20 км, перерезать шоссе Оленино — Белый, в дальнейшем частью сил вести наступление на север, навстречу 39-й армии, и частью — на юг, к Белому, для соединения с 41-й армией. В резерве находились одна стрелковая бригада и отдельный танковый полк. Действовать предстояло в узком коридоре, который ограничивался долиной р. Лучеса. С обеих сторон её обступали густые леса, что крайне затрудняло манёвр силами и средствами.
Ударная группировка армии перешла в наступление 25 ноября после полуторачасовой артиллерийской подготовки. За день боя стрелковые дивизии при поддержке двух бригад 3-го механизированного корпуса смогли на отдельных участках вклиниться в оборону противника на 1-2 км. Тем не менее его командование уже вечером того же дня начало выдвигать на угрожаемые направления тактические резервы. Их прибытие предопределило то, что в течение 26 ноября продвижение советских войск не превысило 1 км.
На следующий день в сражение были введены все бригады 3-го механизированного корпуса, но и они не смогли преодолеть упорного сопротивления врага. Генерал-майор В. А. Юшкевич решил изменить направление главного удара и в течение ночи перегруппировать главные силы корпуса с левого фланга на правый. Однако к тому времени сюда была выдвинута часть сил немецкой дивизии «Великая Германия». Не привело к решительному успеху и применение армейских резервов, которые ценой больших потерь лишь незначительно продвинулись вперед.
30 ноября и 1 декабря упорные бои велись во всей полосе наступления армии. К 3 декабря её передовые части находились всего в 2-5 км от шоссе Оленино — Белый. Но к тому времени уже было потеряно более 200 из 270 танков. Танковые и механизированные бригады, действуя на разобщенных направлениях, в лесистой местности не смогли в полной мере использовать свои ударные и маневренные возможности, в короткие сроки прорваться в глубину обороны противника и развить успех. Все это позволило немецкому командованию, так же как и в полосе 41-й армии, выиграть время и совершить своевременный манёвр резервами. Все последующие попытки 22-й армии выйти на шоссе Оленино — Белый, продолжавшиеся вплоть до 12 декабря, оказались безрезультатными.
39-я армия Калининского фронта (командующий — генерал-майор А. И. Зыгин), наносившая вспомогательный удар, форсировала реку Молодой Туд в полосе немецкого 23-го корпуса (командующий — генерал К. Гильперт) и заняла Урдом. Цель наступления 39-й армии (более 92 тыс. человек, 227 танков) фронта заключалась в привлечении к себе резервов врага и не допущении их переброски на другие направления. Она достигалась выполнением двух последовательных задач: вначале овладение большаком Молодой Туд — Ржев на участке Урдом, Зайцево и потом во взаимодействии с 22-й армией и ударной группой Западного фронта — населенным пунктом Оленино.
Командующий армией генерал-майор А. И. Зыгин планировал главный удар нанести в центре полосы силами 158, 135-й и 373-й стрелковых дивизий при поддержке 28-й и 81-й танковых бригад. Во второй эшелон выделялась 348-я стрелковая дивизия, а в резерв — 101-я стрелковая и 46-я механизированная бригады. Другие удары наносили: на правом фланге — 100-я стрелковая бригада и полк 186-й стрелковой дивизии, на левом — 136-я стрелковая бригада, два полка 178-й стрелковой дивизии и три танковых полка.
В полосе предстоявшего наступления армии шириной 42 км занимали оборону немецкие 206-я и часть сил 251-й и 253-й пехотных дивизий. Они сосредоточивали усилия на удержании отдельных опорных пунктов, промежутки между которыми достигали нескольких километров. Однако этот недостаток компенсировался наличием в тылу сильных подвижных резервов — двух моторизованных дивизий (14-я и «Великая Германия»).
Как и в других объединениях Калининского фронта, наступление в полосе 39-й армии началось 25 ноября с проведения артиллерийской подготовки продолжительностью 1 час. Так как плотность орудий и минометов была невысокой (50 единиц на 1 км), подавить противника на переднем крае и, особенно, в тактической глубине, не удалось. Форсировавшие с ходу р. Молодой Туд стрелковые роты, поддержанные 28-й и 81-й танковыми бригадами, попали под сильный огонь минометов и пулеметов и отошли в исходное положение.
Но успех был достигнут на направлениях других ударов: на правом фланге продвижение советских войск составило 5, а на левом — 4 км. Генерал-майор А. И. Зыгин планировал развить наступление, усилив фланговые группировки за счет сил и средств, развернутых в центре полосы. Однако командующий войсками фронта потребовал следовать первоначальному плану операции и «сковать» здесь максимальные силы врага, чтобы облегчить 41-й и 22-й армиям выполнение возложенных на них задач.
В течение 26 ноября главные силы 39-й армии вновь форсировали р. Молодой Туд и к вечеру продвинулись с боями на 2 км. На следующий день в сражение были введены полки вторых эшелонов трех стрелковых дивизий, но перелома в ход боевых действий это не внесло. В то же время фланговые группировки, не получив дополнительного усиления, не смогли развить первоначально достигнутый успех и втянулись в тяжелые бои с противником. Вскоре они подверглись его сильным контратакам, часть их сил была окружена, а другая — отброшена в исходное положение.
Не обращая внимания на сложившееся на флангах положение, командующий армией решил продолжать наступление в центре, в направлении населенного пункта Урдом. Последовавшие за этим бои продолжались без перерывов два дня. В их ходе стрелковые соединения потеряли до 50 % людей, а танковые бригады — более половины бронетехники. В конце концов, Урдом удалось освободить, но при этом главная ударная группировка армии потеряла почти все остававшиеся к тому времени танки. После этого она полностью утратила свои наступательные возможности.
В такой обстановке Г. К. Жуков приказал сместить участок прорыва на левый фланг армии, ближе к Ржеву. Второй этап её наступления начался 7 декабря. Вначале оно развивалось успешно: стрелковые части прорвали вражескую оборону и создали условия для ввода в сражение получивших новые танки 28-й и 81-й танковых бригад. Но последние, вырвавшись вперед, были окружены подошедшими резервами противника. Тяжелые бои продолжались до 17 декабря, а затем начали утихать по мере снижения боеспособности войск. Вскоре армия получила приказ на переход к обороне.
Наиболее сильная группировка сил и средств в операции «Марс» создавалась в полосах наступления 31-й и 20-й армий Западного фронта. Здесь на одном участке прорыва сосредоточивалось 14 стрелковых дивизий. При этом плотности сил и средств составляли: орудий и минометов — до 100, а танков — до 20 единиц на 1 км. Главная роль в наступлении отводилась 20-й армии генерал-майора Н. И. Кирюхина, которая включала семь стрелковых дивизий, 1-ю гвардейскую Московскую мотострелковую дивизию, 8-й гвардейский стрелковый корпус (одна стрелковая дивизия и две стрелковые бригады), восемь танковых бригад, 53 артиллерийских полка — всего 114 тыс. человек, 1310 орудий и минометов, 151 танк. Армия имела задачу прорвать оборону немецких войск, перерезать железную дорогу Сычевка — Осуга, овладеть Сычевкой и соединиться с передовыми частями Калининского фронта.
В первый эшелон выделялись четыре стрелковые дивизии и пять танковых бригад, во второй — 8-й гвардейский стрелковой корпус, в резерв — 1-я гвардейская мотострелковая дивизия. Подвижную группу составили три танковые бригады. Она предназначалась для развития наступления на юго-восток, в направлении Сычевки. Кроме того, в полосе армии планировался ввод в сражение фронтовой конно-механизированной группы (КМГ) под командованием генерал-майора В. В. Крюкова. В неё вошли 2-й гвардейский кавалерийский корпус, 1-я гвардейская мотострелковая бригада и 6-й танковый корпус (166 танков, из них КВ — 18, Т-34 — 85, Т-70 — 30, Т-60 — 33). КМГ должна была продвигаться на северо-восток с целью окружения ржевской группировки врага.
На направлении наступления ударной группировки Западного фронта занимали оборону части 102-й пехотной и 5-й танковой дивизий противника. Буквально за несколько дней до перехода советских войск в наступление сюда также прибыла 78-я пехотная дивизия, которая должна была сменить на переднем крае 5-ю танковую дивизию. Наиболее прочные укрепления были созданы на узком четырёхкилометровом участке между реками Осуга и Вазуза. Немецкие подразделения располагались в ряде опорных пунктов в окрестностях крупных деревень. Между ними размещались деревоземляные огневые точки (дзот) с плотностью 10-15 на км². На расстоянии 4-5 км от переднего края находился второй оборонительный рубеж. Его основу составляли батальонные районы в населенных пунктах Малое Петраково, Большое и Малое Кропотово, Подосиновка и Жеребцово. Подходы к ним прикрывались полосами препятствий, противотанковыми и противопехотными минными заграждениями.
Наступление 31-й и 20-й армий началось 25 ноября в 7 часов 50 минут проведением артиллерийской подготовки. Однако ещё до рассвета подул сильный ветер и начался снегопад, что полностью исключило корректировку огня. Он перестал быть прицельным и велся по площадям. Авиация и вовсе бездействовала вследствие нелетной погоды. Как отмечалось в оперативной сводке фронта: «Снежный буран в первый день наступления свел почти на нет артподготовку, так как видимость была от 100 до 200 метров. Ввиду этого огневая система противника в необходимой мере нарушена не была…».
Через полтора часа в полосе 31-й армии (генерал-майор В. С. Поленов) на равнине между реками Осуга и Вазуза позиции врага атаковали 88, 239, 336-я стрелковые дивизии, 32-я и 145-я танковые бригады. Они были встречены сильным огнем неподавленных опорных пунктов и к полудню потеряли 50 % людей и почти все танки. Последующие попытки прорвать передний край обороны 102-й пехотной дивизии оказались тщетными, и играть активную роль в операции армия прекратила в первый же день.
Не достигли каких-либо ощутимых результатов и правофланговые соединения 20-й армии. И только действия одной 247-й стрелковой дивизии, которая при поддержке 240-й танковой бригады вела наступление в центре армейской полосы, оказались результативными. Она с ходу форсировала по льду Вазузу и захватила на её западном берегу небольшой плацдарм. Стремясь развить успех, генерал-майор Н. И. Кирюхин в ночь на 26 ноября начал выдвижение на него второго эшелона, резерва и подвижной группы — 8-го гвардейского стрелкового корпуса, 1-й гвардейской мотострелковой дивизии и трех танковых бригад соответственно.
Но неудача на правом фланге 20-й армии ставила под угрозу срыва весь план операции, так как потеря времени позволяла немецкому командованию перебросить резервы из глубины. Поэтому командующий войсками фронта генерал-полковник И. С. Конев принял решение использовать для ввода в прорыв конно-механизированной группы плацдарм (шириной 3 км и глубиной до 1,5 км), захваченный 247-й дивизией. Однако быстро ввести с него в сражение такое количество войск было невозможно. К тому же к нему вели всего две дороги, находившиеся, под постоянным воздействием артиллерии и авиации противника.
Во второй половине 26 ноября бригады 6-го танкового корпуса начали наступление с плацдарма на абсолютно незнакомой местности, без разведки и артиллерийской поддержки. К исходу дня они потеряли от огня противотанковой артиллерии врага до 60 % танков, а за железную дорогу Ржев — Сычевка сумел прорваться только один танковый батальон. В течение трех дней он овладел рядом населенных пунктов, но вскоре остался почти без горючего. Попытка ввести в прорыв 2-й гвардейский кавалерийский корпус с целью наращивания силы удара окончилась, по сути, разгромом его главных сил. Действуя в ночное время на незнакомой местности, кавалерийские части попали в подготовленные врагом огневые мешки и в большинстве своем были уничтожены артиллерийско-минометным и пулеметным огнем. Не смогла прорваться за полотно железной дороги и специально созданная танковая группа, сопровождавшая транспортные машины с горючим и боеприпасами.
Стрелковые части, отдельные кавалерийские и танковые подразделения продолжали бесплодные атаки немецких опорных пунктов вплоть до 5 декабря. Тогда из сражения были выведены остатки 2-го гвардейского кавалерийского корпуса, а также все отдельные танковые бригады, осуществлявшие непосредственную поддержку пехоты. В них почти не осталось боеготовых танков. Так, в 25-й танковой бригаде после её отвода в тыл имелись один KB и три Т-60.
8 декабря Западный фронт получил директиву Ставки ВГК на продолжение наступления. На этот раз ему ставилась задача «в течение 10-11 декабря прорвать оборону противника на участке Большое Кропотово, Ярыгино и не позже 15 декабря овладеть Сычевкой, 20 декабря вывести в район Андреевское не менее двух стрелковых дивизий для организации замыкания совместно с 41-й армией Калининского фронта окруженного противника».
В соответствии с решением командующего войсками Западного фронта главный удар, как и прежде, наносила 20-я армия, в командование которой вместо генерал-майора Н. И. Кирюхина вступил генерал-лейтенант М. С. Хозин. Она усиливалась шестью стрелковыми дивизиями, частями и подразделениями различных родов войск. Кроме того, теперь к наступлению привлекались правофланговые соединения 29-й армии.
В подвижную группу фронта вошли 6-й и 5-й танковые и 2-й гвардейский кавалерийский корпуса. 6-й танковый корпус, который возглавил полковник И. И. Ющук, успел получить 101 танк, из них КВ — 7 и Т-34 — 67. Его планировалось ввести в сражение для совместного со стрелковыми дивизиями прорыва обороны и последующего проникновения в её глубину между Большим и Малым Кропотово. Вслед за ним должен был выдвигаться ослабленный в предыдущих боях 2-й гвардейский кавалерийский корпус. 5-му танковому корпусу генерал-майора К. А. Семенченко (160 танков, в том числе КВ — 21, Т-34 — 46) предстояло развивать наступление на Сычевку.
Сделав выводы из неудачного опыта прорыва вражеской обороны на первом этапе операции, командование Западного фронта уменьшило полосы наступления стрелковых дивизий до 1-1,5 км и довело плотность орудий и минометов до 130 единиц на 1 км участка прорыва. До начала артиллерийской подготовки была проведена разведка боем силами штурмовых групп и отрядов с целью уничтожения огневых точек противника. Однако она не оправдала возлагаемых на неё надежд, как и последовавшие после этого огневые налеты артиллерии. Их эффективность против хорошо укрепленных опорных пунктов оказалась низкой.

### Немецкие контрудары
Немецким войскам удалось остановить советское наступление. Севернее Сычёвки 29 ноября—5 декабря войска 20-й армии, 6-го танкового корпуса и 2-го гвардейского кавалерийского корпуса были разгромлены.
Часть войск советской 41-й армии Калининского фронта, атаковавших в районе города Белый, оказались в «котле», в создании которого приняли участие переброшенные части немецкого 30-го армейского корпуса генерала М. Фреттер-Пико. К 8 декабря они были полностью окружены и позже сумели вырваться из кольца, лишь потеряв почти всю технику.
22-я и 39-я армии также не смогли вырваться на оперативный простор, были контратакованы и остановлены.

### Возобновление советского наступления
8 декабря Г. К. Жуков добился возобновления операции «Марс» и 11 декабря началось новое наступление советских войск.
Однако новый удар 20-й армии, возглавляемой теперь генерал-лейтенантом М. С. Хозиным и получившей в поддержку 5-й танковый корпус (генерал-майор К. А. Семенченко), а также воссозданный 6-й танковый корпус (его возглавил полковник И. И. Ющук), вновь закончился неудачей.
39-я армия А. И. Зыгина и 30-я армия В. Я. Колпакчи, которые вели боевые действия в ранее второстепенных секторах, возобновили наступление севернее Ржева, но их атаки захлебнулись.
Неудачей закончился новый удар 22-й армии В. А. Юшкевича (вскоре он был сменён генерал-майором М. Д. Селезнёвым).
Но отсутствие внезапности повторного удара в условиях, когда боеспособность войск была ослаблена из-за неудачи первого наступления, не позволило добиться успеха. Стрелковые и танковые соединения и части втянулись в бои за укрепленные населенные пункты, и действовали на разобщенных направлениях, решая отдельные тактические задачи. Все это вело к большим потерям в людях и технике. Уже на третий день наступления командование Западного фронта было вынуждено объединить оставшиеся танки 5-го и 6-го танковых корпусов в две сводные бригады. Но к 20 декабря и они остались без боевых машин.
20 декабря, когда Г. К. Жуков принял решение прекратить советские атаки, считают окончанием операции «Марс».
Эхо операции включали попытки немцев ликвидировать прорыв 22-й армии в долине Лучесы 23, 30 и 31 декабря 1942 года, которые не увенчались успехом (1 января 1943 года командующий немецкой 9-й армией В. Модель приказал прекратить атаки).
Ликвидация советских войск, оказавшихся в окружении в районах прорывов, продолжалась до конца декабря.

## Результаты операции
Наступление Западного и Калининского фронтов провалилось. Территориальные приобретения были очень скромными (прорывы в долине Лучесы и северо-западнее Ржева).
В то же время предполагается, что большое значение имело истощение сил 9-й армии Группы армий «Центр». Битва поглотила все резервы Группы армий, которые могли быть направлены на деблокирование окружённой 6-й армии Ф. Паулюса в районе Сталинграда.
М. А. Гареев высказывает мнение, что поскольку операции «Марс» и «Уран» проводились в рамках единого замысла и основной стратегической задачей в операции «Марс» было отвлечь силы противника для обеспечения успеха контрнаступления под Сталинградом, то «нет веских оснований для того, чтобы считать операцию „Марс“ провалом или „крупнейшим поражением маршала Жукова“, как об этом пишут Д. Глэнтц и другие авторы».
Кроме того, М. Гареев повторяет рассказ Судоплатова о том, что Советское главнокомандование специально «слило» информацию о подготовке наступления подо Ржевом, чтобы отвлечь внимание противника от основных направлений ударов.
Аргументация противников этой точки зрения основывается в том числе на том, что к операции «Марс» было привлечено большее количество сил, чем к операции «Уран»: 702 924 человека и 1718 танков в составе армий на периметре Ржевского выступа против 667 478 человек и 1318 танков в составе армий, задействованных в контрнаступлении под Сталинградом.
А. В. Исаев указывает, что помимо влияния на события на других участках советско-германского фронта в ноябре-декабре 1942 г., операция повлияла на ход всей кампании 1943 года.
После неудачных попыток деблокировать 6-ю армию фельдмаршала Паулюса и её разгрома под Сталинградом зимой 1943 года 9-я армия В. Моделя оставила Ржевский выступ (операция «Буйвол», нем. Buffel).
Войска 9-й немецкой армии заполнили фронт вновь образовавшегося Орловского выступа, южная сторона которого одновременно являлась северной стороной Курской дуги. По немецким планам летней кампании 1943 года, 9-я армия должна была наступать на Курск с севера, навстречу войскам 4-й танковой армии Г. Гота. Однако потери, которые понесли дивизии 9-й армии в ходе второго Ржевско-Сычёвского сражения, к весне-лету 1943 года восполнены не были.
В целом, войска Калининского и Западного фронтов, потеряв в операции «Марс» более 215 тыс. человек убитыми и ранеными, а также 1363 танка, не достигли поставленных целей — Ржевский выступ противника уничтожен не был. Однако уже в феврале 1943 года германское командование приняло решение об его оставлении (Операция «Бюффель»).
К положительным итогам операции можно отнести то, что участвовавшие в ней советские войска привлекли к себе значительные силы врага, лишили немецкое командование свободы манёвра резервами, которые необходимы были ему для усиления своей группировки, наносившей в декабре 1942 г. деблокирующий удар на сталинградском направлении.

## Потери
По российским данным, безвозвратные потери советских войск составили 42 000 человек, санитарные потери — 145 301 человек, общие 215 674 человек.
Известны потери некоторых армий и корпусов в ходе операции. Так, освободив территорию в 11 км шириной и 6 км в глубину, 20-я армия так и не выполнила поставленную задачу. При этом её потери составили 57 524 человека, из них 13 929 убитыми и 1596 пропавшими без вести. 2-й гвардейский кавалерийский корпус потерял 6617 человек (убитыми, ранеными и пропавшими без вести), 6-й танковый корпус — два штатных состава танков, 5-й танковый корпус — почти всю боевую технику всего за три дня боев.
Потери 9-й немецкой армии за октябрь — декабрь 1942 года составили 53 500 человек, из них до 80 % (то есть 40—45 тысяч человек) — в операции «Марс».

## Операция «Марс» в исторической науке
Большие потери и невыполнение наступательных задач повлекли длительное замалчивание операции «Марс» в советской исторической науке. Её упоминание было фрагментарным, либо и вовсе отсутствовало. Она не упоминалась в шеститомной «Истории Великой Отечественной войны» (1960—1965), и в энциклопедии «Великая Отечественная война» (1985). В восьмитомной «Советской военной энциклопедии» (1976—1981) она также отсутствовала, однако в статьях о некоторых задействованных в ней армиях имелась краткая информация об их участии в наступательных боях на ржевском направлении в конце 1942 года.
В шестом томе «Истории Второй мировой войны 1939—1945 гг.» (1973—1982) впервые были упомянуты боевые действия на ржевско-сычевском направлении осенью-зимой 1942 года, которые «не дали ощутимых результатов, но на этот участок противник был вынужден перебросить значительные резервы». Никаких подробностей о ходе сражения, планах и силах сторон при этом не приводилось. Примерно так же была лишь упомянута операция и в «Истории второй мировой войны» К. Типпельскирха, изданной на Западе в 1954 году. Во втором томе четырёхтомника «Великая Отечественная война. Военно-исторические очерки» (1998) операции было посвящено несколько абзацев общего характера, в которых действия советского командования при подготовке и проведению операции оценивались довольно критически, но сама операция, по утверждению авторов сборника, «носила частный характер».
Первым серьёзным исследователем операции стал Д. Гланц (США), с 1988 года опубликовавший о ней несколько статей в американских исторических журналах, а затем объединивший их в монографию «Ржев 1942. Крупнейшее поражение маршала Жукова» (первое издание на русском языке 2006 года). Автор утверждал, что операции «Марс» и «Уран» были операциями одного порядка и имели целями разгромить противостоящие немецкие войска соответственно на центральном и южном участках советско-германского фронта. При всей ценности работ Гланца они носили существенный полемический отпечаток, в них было много категоричности, сверхобобщений и откровенно ошибочных оценок, что позднее активно использовалось его оппонентами.
В России первым стал работать над темой «Марса» военный историк В. В. Гуркин, который в 1999 году первым опубликовал данные о потерях советских войск в ней, а в 2000 году опубликовал первое отечественное научное исследование «„Марс“ в орбите „Урана“ и „Сатурна“». В нём он ввёл в научный оборот большое количество ранее не публиковавшихся документов и вообще дал объективную картину операции, при этом положительно оценив и работы Д. Гланца (к тому времени ещё не изданные в России). Гуркин исходил из понимания главной цели «Марса» как активного сковывания основных сил группы армий «Центр» и отвлечения на себя всех тех резервов, которые могли быть брошены немцами с центрального на Сталинградское направление.
Эти две концепции и стали главным вопросом дальнейших острых дискуссий и споров среди историков. Если сам ход операции был полно и объективно раскрыт в 7 томе «Военной энциклопедии» (2003), то проблема цели операции (и вытекающая из ней вторая проблема оценки результатов — считать ли «Марс» достигшим поставленных целей или поражением) активно обсуждается и по сей день. Оценки авторов иногда диаметрально противоположны. Один из авторов концепции Ржевской битвы и её исследователь С. А. Герасимова в своей диссертации в части описания операции Марс ограничилась повтором основных тезисов Д. Гланца и повторила его вывод о «поражении Жукова». Крупнейший представитель официальной исторической науки постсоветского времени президент Академии военных наук генерал армии М. А. Гареев утверждал, что операция носила вспомогательный характер и имела главной задачей сковывание немецких резервов; цель разгрома немецких войск в Ржевском выступе оценивал лишь как задачу-максимум при благоприятных условиях; много места уделял эмоциональной полемике с Гланцем и его сторонниками.
По мнению другого российского историка М. Ю. Мягкова, задачи операции «Марс» необходимо оценивать как имеющие стратегический характер, поскольку даже если советское командование и отдавало себе отчет в нереальности разгрома немецкой группы армий «Центр» в конце 1942 года, то один факт уничтожения мощной немецкой группировки в Ржевском выступе решающим образом изменил бы всё соотношение сил на центральном участке советско-германского фронта и выбивал бы инициативу из рук немецкого командования здесь на всю предстоящую кампанию 1943 года. Одновременное же проведение «Марса» и «Урана» в октябре-ноябре 1942 года (сроки начала «Марса» были сдвинуты советским командованием вынужденно из-за длительной осенней распутицы и неподготовленности войск для наступления из-за неё) должно было резко изменить всю стратегическую обстановку на советско-германском фронте. В целом с мнением М. Ю. Мягкова солидарен и известный историк А. В. Исаев.
Из этого конфликта мнений вытекает и другой, также до сих пор не имеющий решения: как оценить результаты операции? Вслед за Гланцем говорят о безусловном поражении советских войск С. А. Герасимова и ряд авторов, известных своей антисоветской ангажированностью (например, Б. Соколов, В. Бешанов, В. Суворов и другие). Ещё более категоричен Х. Гроссман, заявивший об этом сражении как об «одной из величайших побед германского оружия за всю войну». Другие российские исследователи акцентируют внимание на то, что для отражения советского наступления под Ржевом в декабре 1942 года в бой были введены не только все резервы группы армий «Центр», но и дополнительно переброшенные сюда из резервов ОКХ (всего до 15 дивизий, из них 4 танковые и 1 моторизованная), а также отменена отправка с центрального участка фронта на юг от 12 до 15 дивизий, появление которых там могло бы кардинально изменить ход сражений зимы 1942—1943 года у Сталинграда, на Кавказе и на Среднем Дону. Отмечается также, что отразив советское наступление на Ржевский выступ в декабре 1942 года, те же Клюге и Модель уже в феврале 1943 года начали без выстрела вывод своих войск из него, тем самым окончательно отказавшись от активных действий на московском направлении. Ничем иным, как истощением сил, полным израсходыванием резервов и возможностью вновь создать их только за счёт преднамеренного сокращения линии фронта такое решение объяснить нельзя, а это ещё один итог операции «Марс».